# Парватибай
Парватибай (маратхі पार्वतीबाई, 6 квітня 1734 — 23 вересня) — друга дружина Садашіврао Бхау. Позодила з Пенського роду Кольхаткарів і одружилася з Садашвірао Бхау після смерті його першої дружини Умабаї, а отже стала членом родини Пешва. Вона також була надійною уповноваженою Шахуджі. Її племінниця Радхікабай була дружиною Вішвасрао.

## Паніпатська кампанія
Коли Марафи під Садашіврао вирушили до Північної Індії, вона супроводжувала свого чоловіка. На шляху до Паніпату вона здійснила паломництво в Матхурі та Вріндаван разом з Наною Фаднавіс та іншими жінками в таборі Марата. Вона була присутня у фінальній битві, яка відбулася 14 січня 1761 року, і вона була успішно виведена з полю бої деякими відданими людьми Садаширао . Вона випадково зустріла Малхарао Холкара на під час втечі, який успішно вивіз її на південь від річки Шамбал.

## Смерть чоловіка та наслідки
Її чоловік Садаширао Бхау загинув у Третій битві за Паніпат . Але існували сумніви і суперечки з приводу його смерті, оскільки його тіла так і не було знайдено, і він не повернувся до Пуни. Решту життя вона заперечувала смерть свого чоловіка і не визнавала себе вдовою. За її життя принаймні тричі ходили чутки про те, що її чоловік живий. Двічі самозванці Садаширао Бхау приїжджали до Пуни, що створювало плутанину в тодішній політичній ситуації держави.  
[джерело?]

## Смерть
Вона була свідком багатьох підйомів і падінь в імперії Марафи і померла, коли при владі був Савай Мадхаврао . Вона померла в Пуні від Пневмонії і після її смерті розглядалася як Саті Садаширао Бхау . Її було кремовано в Пуні, проте Марафи були не в стані встановити їй жодного пам'ятника. Ритуали після її смерті проводилися в її рідному місті Пен.